# Negaprion acutidens
Negaprion acutidens – gatunek dużego rekina z rodziny żarłaczowatych (Carcharhinidae).

## Występowanie
Obserwowany jest w wodach przybrzeżnych w pobliżu raf koralowych, często występuje przy piaszczystym dnie. Przebywa na głębokości do 92 metrów w wodach tropikalnych zależnie od pływów. Podczas przypływu wpływa do płytkich rejonów, natomiast przy odpływie spotkać można go w głębszych lagunach.
Pływa w wodach Oceanu Indyjskiego oraz Pacyfiku. Można go spotkać głównie przy wschodnich wybrzeżach Afryki, u południowych wybrzeży Azji oraz przy północnej Australii i wyspach Oceanii.

## Charakterystyka

### Wygląd i rozmiary
Osiąga od 310 do 340 cm długości. Samce osiągając dojrzałość mierzą 240 cm, natomiast samice 220 cm. Nowo narodzone rekiny mierzą od 45 do 80 cm i rosną około 15 cm na rok. Zwykle żyją około 20 lat, jednak zaobserwowano osobniki mające nawet 30 lat.
Ich skóra zwykle ma odcienie od jasnożółtego do brązowego, ich brzuch zostaje jasny. Mają od 27 do 33 rzędów zębów w obu szczękach.

### Styl życia
Są samotnikami. Zazwyczaj nie atakują człowieka, ponieważ są płochliwe. Jednak sprowokowane mogą stanowić zagrożenie. Jest typowym drapieżnikiem. Żywi się rybami, sporadycznie innymi rekinami lub ptakami, które wylądują w wodzie.
Zwykle latem, od lipca do września, migrują w cieplejsze regiony na południe. Mogą przemieszczać się nawet o 140 km, pokonując tę odległość w 2 dni. Wracają na północ w marcu lub kwietniu.

### Rozmnażanie
Mają tarło od stycznia do kwietnia. W miocie zwykle rodzi się od 6 do 12 młodych, a ciąża trwa 10–11 miesięcy. Rekiny te osiągają dojrzałość płciową w wieku od 12 do 16 lat.